# Renaldo Wynn
Renaldo Levalle Wynn (Chicago, 3 settembre 1974) è un ex giocatore di football americano statunitense che ha militato nel ruolo di defensive end nella National Football League.

## Biografia
Dopo avere giocato al college a football a Notre Dame, Wynn fu scelto come 21º assoluto nel Draft NFL 1997 dai Jacksonville Jaguars. Nella sua prima stagione giocò tutte le 16 gare, finendo al decimo posto nella squadra con 60 tackle e venendo inserito nella formazione ideale dei rookie. Nel 2002 si trasferì ai Washington Redskins dove si impose immediatamente come titolare. Svincolato prima dell'inizio della stagione 2007, firmò coi New Orleans Saints, dopo di che passò una stagione ai Giants (2008), prima di fare ritorno per un'ultima annata ai Redskins nel 2009. Chiuse la carriera nel 2010 con gli Omaha Nighthawks della United Football League.

## Palmarès
- PFWA All-Rookie Team - 1997

## Statistiche
| Tackle         | 516  |
| Sack           | 27,0 |
| Fumble forzati | 4    |